# Nuri Şahin
Nuri Şahin (Lüdenscheid, NSZK, 1988. szeptember 5. –) Nyugat-Németországban született török válogatott labdarúgó, edző.

## Klubkarrierje

### Borussia Dortmund
2005. augusztus 6-án debütált a Bundesligában, amellyel a Bundesliga történetének legfiatalabb játékosa lett, aki pályára lépett, az akkor 16 éves és 334 napos Şahin. November 25-én pedig a Bundesliga legfiatalabb gólszerzője lett, amikor is betalált a Nürnberg ellen.

#### Feyenoord
2007. július 5-én a Feyenoordhoz igazolt egy évre, kölcsönbe, így újra együtt dolgozhatott korábbi edzőjével Bert van Marwijkkal.

#### Visszatérés Dortmundba
Visszatérését követően alapember lett Dortmundban, 2011-ben pedig megnyerte a Bundesligát a Borussiával. A szezon végén megnyerte a Bundesliga legjobb játékosa címet.

### Real Madrid
2011. május 9-én a Real Madridba igazolt 10 millió euróért. 6 éves szerződést kötött a király gárdával. 2011. november 6-án mutatkozott be a Real Madridban a 7-1-re megnyert mérkőzésen a Osasuna ellen, csereként lépett pályára a 67. percben.

## Válogatott karrierje
Şahin a török válogatott történetének legfiatalabb gólszerzője. Első gólját a bemutatkozó meccsén szerezte Németország ellen.

### Válogatott góljai
| #  | Dátum            | Helyszín                                         | Ellenfél    | Gólja | Végeredmény | Kiírás              |
| -- | ---------------- | ------------------------------------------------ | ----------- | ----- | ----------- | ------------------- |
| 1. | 2005. október 8. | Atatürk Olimpiai Stadion, Isztambul, Törökország | Németország | 2–0   | 2–1         | Barátságos mérkőzés |
| 2. | 2012. május 24.  | Red Bull Arena, Salzburg, Ausztria               | Grúzia      | 2–0   | 3–1         | Barátságos mérkőzés |

## Sikerei, díjai

### Klub szinten
Borussia Dortmund
- Német bajnokság: 2010–11

Feyenoord
- Holland kupa: 2007–08

Real Madrid
- Spanyol bajnokság: 2011–12

### Válogatott szinten
- U17-es labdarúgó-Európa-bajnokság: 2005

### Egyéni
- A Bundesliga legjobb játékosa: 2010–11[10]

## Fordítás
- Ez a szócikk részben vagy egészben  a   Nuri Şahin című angol Wikipédia-szócikk ezen változatának fordításán alapul.  Az eredeti cikk szerkesztőit annak laptörténete sorolja fel. Ez a jelzés csupán a megfogalmazás eredetét és a szerzői jogokat jelzi, nem szolgál a cikkben szereplő információk forrásmegjelöléseként.